# 热血男人帮
《热血男人帮》（英語：Hot Blood Band），中国大陆喜剧片，导演和编剧是查慕春，主演陈翔、英达、周海媚、戴立忍、蔡明。

## 剧情
该片讲述一群食堂职工筹集资金化解危机的故事。

## 演出
- 陈翔 出演 赵群
- 英达 出演 老铁
- 戴立忍 出演 老闫
- 蔡明 出演 菊花
- 周海媚 出演 祥云
- 蕙子 出演 小葵

## 制作
女演员蕙子是香港音乐人黎小田弟子，他的著名作品有《万里长城永不倒》、《胭脂扣》、《我愿意》，也是张国荣师妹。